# عزة الإتربي
عزة الإتربي (فبراير 1947 - 28 ديسمبر 2021) إعلاميّة ومُذيعة مصريّة، تُعدّ أحد رواد الإعلام المصري، وهي شقيقة الإعلاميّة سهير الإتربي التي كانت رئيسًا للتلفزيون المصري، والإعلاميّة سامية الإتربي.

## سيرة شخصية
حصلت عزة على شهادة البكالوريوس في الآداب من كلية الآداب في جامعة عين شمس عام 1967، وبعدها بعام التحقت بالعمل في مبنى الإذاعة والتلفزيون (ماسبيرو)، قدمت عددًا من البرامج منها البرنامج السياحي مرحبًا، وذكريات وحكايات، وسهرة على الهوا، وكانت رئيس القناة الثانية بالتلفزيون المصري.

## وفاتها
توفيت يوم الثلاثاء 24 جمادى الأولى 1443 هجريًّا الموافق 28 ديسمبر 2021 ميلاديًّا في مستشفى عين شمس التخصصي في العاصمة المصريّة القاهرة عن عمر ناهز 74 عامًا بعد معاناتها مع المرض، حيث تعرضت لجلطة في المخ والقلب. وقد نعاها المجلس القومي للمرأة المصري في بيان له جاء فيه: «استطاعت خلال مسيرتها المهنية، تسجيل علامات بارزة في تاريخ الإعلام العربي، من خلال برامجها المتميزة على شاشة التليفزيون، كما تركت أثرًا ملموسًا ونجاحات متعددة خلال توليها العديد من المناصب في التليفزيون المصري» واصفًا إياها بـ «رائدة من رواد الإعلام المصري».